# Baykar Bayraktar TB2
Bayraktar TB2 bespilotna je borbena letjelica dugog dometa za srednje visine (UCAV) sposobna za daljinski upravljane ili autonomne letove. Proizvodi je turska tvrtka Baykar Makina Sanayi ve Ticaret A.Ş., prvenstveno za turske oružane snage. Zrakoplov nadzire i kontrolira posada u zemaljskoj kontrolnoj stanici, što uključuje upotrebu oružja. Za razvoj bespilotne letjelice uvelike je zaslužan Selçuk Bayraktar, bivši student MIT-a.
Do studenog 2021. dron TB2 imao je 400 000 sati leta na globalnoj razini. Najveći operater bespilotnih letjelica TB2 je turska vojska, no izvozni model prodan je vojskama brojnih drugih zemalja. Turska je uvelike koristila bespilotnu letjelicu u napadima na ciljeve Kurdistanske radničke stranke (PKK) i Jedinica narodne zaštite (YPG) u Iraku i Siriji. Bespilotne letjelice Bayraktar poslije su koristile zemlje poput Azerbajdžana u ratu u Nagorno-Karabahu 2020. i ukrajinskih snaga tijekom ruske invazije na Ukrajinu 2022.

## Razvoj
Razvoj Bayraktara TB2 bio je potaknut američkom zabranom izvoza naoružanih bespilotnih letjelica u Tursku zbog zabrinutosti da će se koristiti protiv skupina PKK unutar i izvan Turske.
Baykar je započeo razvoj sustava borbenih taktičkih letjelica na zahtjev Predsjedništva obrambene industrije, nakon iskustava sa svojim prvim taktičkim UAV-om, Bayraktar Çaldıran ili Bayraktar TB1, isporučenim turskoj vojsci 2011. Bayraktar TB2 napravio je prvi let u kolovozu 2014. Snimka probnog ispaljivanja projektila iz Bayraktar TB2 objavljena je 18. prosinca 2015. godine, a rezultat je suradnje s Roketsanom. Roketsanove MAM i BOZOK laserski vođene bombe TUBITAK- SAGEa testirane su prvi put. 
Zrakoplov se prethodno oslanjao na uvezene komponente i tehnologije kao što su motori Rotax 912 (proizvedeni u Austriji) i optoelektronika (FLIR senzori uvezeni od Wescama u Kanadi ili Hensoldta iz Njemačke). Bombardier Recreational Products, vlasnik Rotaxa, obustavio je isporuku svojih motora određenim zemljama u listopadu 2020., nakon što je postao svjestan njihove vojne upotrebe unatoč tome što su certificirani samo za civilnu uporabu.
Prema britanskim novinama The Guardian, naoružavanje Bayraktar TB2 ne bi bilo moguće bez pomoći nosača za mikro-streljivo za bombe UK Hornet tvrtke EDO MBM Technology Ltd. Nosač za bombe isporučen je Turskoj 2015. godine, a njegovu su varijantu u zrakoplov integrirali EDO MBM i Roketsan. U odgovoru na novinski članak The Guardiana, glavni tehnički direktor Baykara Selçuk Bayraktar zanijekao je da je nosač bombi došao iz Ujedinjenog Kraljevstva. »Mi to ne kupujemo od vas, nikada nismo. Ne samo da ne radi pod svim okolnostima, već je i vrlo skupo«, rekao je Bayraktar na Twitteru. »Sami smo dizajnirali i proizveli napredniji i isplativiji.«
Dana 19. kolovoza 2020. Odjel za međunarodnu trgovinu Ujedinjenog Kraljevstva (DIT) otkrio je pojedinosti o šestogodišnjoj povijesti izvoza nosača bombi Hornet u Tursku između 2014. i 2020., sugerirajući da se isporuka kritične tehnologije Turskoj nastavila i nakon razvoja Bayraktar TB2 i sve do objave priče u studenom 2019. EDO MBM Technology podnio je 18 zahtjeva za standardnu pojedinačnu izvoznu dozvolu (SIEL) između 2014. i 2020. za izvoz robe povezane s Hornet nosačima bombi / Hornet lanserima projektila za krajnje korisnike u Turskoj. Dodijeljeno je 16 licenci.
U listopadu 2020. otkrivena je upotreba kanadskog sustava Wescam MX-15D u dronu nakon što su armenski dužnosnici tvrdili da su ostaci sustava MX-15D izvađeni iz oborenog drona TB2 tijekom turskog sukoba s Azerbajdžanom. To je dovelo do zaustavljanja izvoza MX-15D u Tursku. Turska industrija odgovorila je na bojkot inozemne prodaje objavom ponude domaćih alternativa, uključujući motor TEI PD170 (proizveden od strane TEI ), ventile za gorivo i CATS FLIR sustav (proizvođača Aselsana). Testovi integracije s tim sustavom započeli su 6. studenog 2020. Turski istraživač obrambene industrije Kadir Doğan objavio je na Twitteru da otkazivanje prodaje komponenti Baykaru od  stranih tvrtki nije predstavljalo velik problem te da su od siječnja 2021. sve te komponente zamijenjene lokalno proizvedenim alternativama.
Međutim, većina Baykarovih kupaca, uključujući Ukrajinu, Poljsku, Maroko i Kuvajt, odbili su kupiti Aselsan CATS elektrooptičku kupolu i odlučili su se naručiti Wescam MX-15D preko ovlaštenog distributera. Razlozi uključuju povećanje težine s 45 na 61 kg, opću izvedbu i kompatibilnost s postojećom flotom.

## Karakteristike
Platforma Bayraktar TB2 ima dizajn tijela glatko povezanog s krilima i sa strukturom repa u obliku obrnutog slova V. Potisak stvara dvokraki propeler promjenjivog nagiba u konfiguraciji gurača (smješten je iza motora). Propeler je postavljen između repnih krakova i pokreće ga motor s unutarnjim izgaranjem smješten u tijelu. Monokok platforma je modularna s odvojivim glavnim elementima kao što su krilo, repna grana i V-repovi. Dijelovi trupa izrađeni su uglavnom od kompozita ugljičnih vlakana sa strojno obrađenim aluminijskim dijelovima na spojevima. Gorivo se skladišti unutar spremnika s mjehurom, a potrošnja goriva se uravnotežuje elektromagnetskim ventilima.
Zemaljska kontrolna stanica (GCS) temelji se na NATO-ovoj jedinici sa skloništem koja je opremljena redundantnim sustavima zapovijedanja i kontrole. Mobilna jedinica podržava tri osobe: pilota, operatera tereta i zapovjednika misije. Stanica je opremljena redundantnim klima-uređajima i nuklearnom, biološkom i kemijskom filtracijom. Sav hardver unutar skloništa smješten je unutar ormara s policama. Svaki operater ispred sebe ima dva zaslona sa softverom operaterskog sučelja koji se koristi za upravljanje, kontrolu i nadzor u stvarnom vremenu.
Dok turske oružane snage opisuju Bayraktar TB2 kao "taktičku klasu bespilotnih letjelica" kako bi spriječile da bude konkurencija bespilotnoj letjelici TAI Anka, međunarodni standardi klasificirali bi je kao bespilotnu letjelicu dugog dometa za srednje visine.

### Konfiguracija
Svaki TB2 dolazi sa šest platformi za letjelice,[značenje?] dvije zemaljske kontrolne stanice, tri zemaljska podatkovna terminala (GDT), dva udaljena video terminala (RVT) i zemaljskom opremom za podršku.  Svaka platforma opremljena je trostruko redundantnim sustavom avionike. Redundantna arhitektura zemaljskog kontrolnog sustava omogućava pilotu, operateru korisnog tereta i zapovjedniku misije da upravljaju platformu, kontroliraju je i nadziru.

### Digitalni sustav kontrole leta
TB2 ima trostruki redundantni sustav kontrole leta s mogućnošću autonomnog taksiranja, polijetanja, krstarenja, slijetanja i parkiranja. Kompjutorizirani sustav kontrole leta primarna je komponenta koja provodi algoritme ujedinjavanja podataka senzora u stvarnom vremenu. Kontrole specifične za misiju obavljaju se putem računalnog sustava kontrole misije. Sva glavna avionska oprema, softver i hardver u zrakoplovu u su stalnom razvoju.
Elektroničko napajanje koje napaja sustave na vozilu podržano je trostrukim alternatorima i uravnoteženim, pametnim litij-ionskim baterijskim jedinicama. Robusna grijana jedinica kamere postavljena je u repni dio platforme za praćenje leta, a sav korisni teret i telemetrijski podaci snimaju se u snimač podataka u zraku. Redundantna arhitektura avionike podržava autonomna hitna slijetanja na različite aerodrome, ako je potrebno. Algoritmi za fuziju senzora, uključujući inercijski navigacijski sustav, omogućuju navigaciju i automatsko slijetanje čak i uz gubitak signala globalnog pozicioniranja.

### Cijena
Cijena jednog primjerka TB2 procijenjena je na 5 milijuna američkih dolara, oko jedne šestine cijene bespilotne letjelice Reaper proizvedene u SAD-u. Baykar nije naveo cijenu, ali je na svojoj web stranici ponovno objavio nekoliko vijesti o kampanjama skupnog financiranja pokrenutim 2022. u Europi za kupnju bespilotnih letjelica Bayraktar za Ukrajinu, a sve postavljaju cilj od oko 5 – 5,5 milijuna američkih dolara za jedinicu.

## Specifikacije (TB2)
Porijeklo: Turska
Proizvođač: Baykar
Prvi let: kolovoz 2014.
Broj izgrađenih: >300

### Opće karakteristike
- Posada: 0 na brodu, 3 po zemaljskoj kontrolnoj stanici
- Duljina: 6,5 m
- Raspon krila: 12 m
- Maks. poletna masa: 700 kg
- Nosivost: 150 kg
- Pogon: 1 × 100 ks (75 kW) Rotax 912-iS motor s unutarnjim izgaranjem s ubrizgavanjem
- Propeler: 2 kraka promjenjiva nagiba
- Kapacitet spremnika goriva: 300 litara
- Vrsta goriva: benzin

### Performanse
- Najveća brzina: 220 km/h
- Brzina krstarenja: 130 km/h
- Domet: do 4000 km[38]
- Komunikacijski domet:  < 300 kilometara
- Visina leta: 7600 m
- Operativna visina: 5500 m
- Izdržljivost: 27 sati[38]

### Naoružanje
- Nosači oružja: četiri nosača bombi L3Harris Hornet za 23 kg pametnog mikrostreljiva[39]
  - MAM : MAM-C i MAM-L vođene bombe[40][41][42]
  - L-UMTAS (Protutenkovski raketni sustav dugog dometa)[43]
  - Roketsan Cirit (70 mm raketni sustav)[44]
  - Laserski vođene rakete TUBITAK-SAGE BOZOK[45]
  - TUBITAK-SAGE TOGAN[46] četverostruki stalak GPS/INS vođenih minobacača 81 mm[47]
  - Advanced Precision Kill Weapon System – 70 mm laserski navođena raketa (predložena)[48]

### Avionika
- Izmjenjivi EO/IR/LD senzorski sustavi za snimanje i ciljanje ili AESA radar s više načina rada:
  - Aselsan CATS EO/IR/LD senzor za snimanje i ciljanje (trenutna proizvodnja)[49][50][51][52]
  - WESCAM MX-15D EO/IR/LD senzor za snimanje i ciljanje (proizvodnja do listopada 2020.)[22]
- Garmin GNC 255A navigacijski/komunikacijski primopredajnik[53]